# Heritage Lake
Heritage Lake – jednostka osadnicza w Stanach Zjednoczonych, w stanie Illinois, w hrabstwie Tazewell.